# Резолюция Совета Безопасности ООН 135
Резолюция Совета Безопасности ООН № 135 — резолюция, принятая Советом Безопасности Организации Объединённых Наций от 27 мая 1960 года на 862-м заседании Совета в Нью-Йорке по поводу вопроса взаимоотношений между державами Францией, СССР, Великобританией и США. Резолюция была принята 9 голосами при 2 воздержавшихся (Польская Народная Республика и СССР). Согласно тексту резолюции Совет рекомендует правительствам всех держав стремиться к разрешения международных проблем путём переговоров, а также другими мирными средствами, призывает все страны воздержаться от угроз и применения силы, просит правительства продолжать оказывать усилия, направленные на достижение конструктивного решения вопроса о всеобщем и полном разоружении и призывает стороны как можно скорее возобновить обсуждения.